# Jaroslav Volek
Jaroslav Volek (15. července 1923 Trenčín – 23. února 1989 Praha) byl český estetik, muzikolog a sémiotik.

## Život
Po Mnichovu se jeho rodina přestěhovala do Prahy, J. Volek studoval na konzervatoři. Po druhé světové válce vystudoval na filozofické fakultě Karlovy univerzity muzikologii u profesora Mirko Očadlíka a estetiku u profesora Jana Mukařovského. Psal hudební kritiky do Mladé fronty, Hudebních rozhledů a odborné stati do časopisu Estetika.
Učil na Katedře estetiky a obecné teorie umění na FF UK, jako asistent Antonína Sychry, po jeho smrti v roce 1969 se stal jejím vedoucím a za asistentku si vybral Helenu Jarošovou. Roku 1972 byl z politických důvodů sesazen. Až do své smrti měl pak zapovězen styk se studenty z FF UK, ale propuštěn nebyl, na katedře se dožil důchodu.
V roce 1979 přijal čestné členství v ineditním spolku SIE – Societas Incognitorum Eruditorum (první učená společnost toho jména Societas eruditorum incognitorum in terris Austriacis existovala v Olomouci v letech 1746–1751). SIE byla složena z 12–18 přátel, převážně absolventů FF UK a MFF UK a od května 1976 do prosince 1988 vydávala v 10 exemplářích strojopisný kulturně-politický měsíčník Acta incognitorum. Jaroslav Volek v SIE přednášel a v Actech incognitorum též publikoval, například nekrolog zakázaného brněnského estetika Olega Suse.
J. Volek rozvinul teorii modální hudby, která obsahuje myšlenku polymodality a modifikace hudebního záznamu. Tu nazývá „ohyb“, ze které vzešel systém tzv. flexibilní diatoniky. Svoji teorii aplikoval na díla Leoše Janáčka a Bély Bartóka.

## Volkova hudební teorie
Zabýval se problematikou základních hudebních pravidel, jejich vývojem a novými možnostmi. Těžiště jeho práce spočívá v nauce o hierarchii tonálních funkcí. Jednotlivé standardní atributy hudební skladby podle něj vytvářejí společně její tektoniku, kterou je dílo rozšířeno o další vlastnost. Svazek standardních součástí, který představuje tonální funkčnost hudební skladby nazývá „zodpovědnou“ komponentou, její tektonika je pak vlastní strukturou tohoto svazku. To ve svém důsledku znamená, že standardní součásti jsou dominantními jednotkami okamžiku, jejich spojení (tedy spojení tónů, akordů, melodického tématu) vytváří pak celý tvar a napětí díla. Tato myšlenka je blízká Schoenbergově předpokladu, že jednotlivé noty mají strukturální funkci. Podle něj je dominantní tektonickou silou v klasické hudbě harmonie, uvnitř této obecné vlastnosti existuje popsaný fenomén coby jedinečný výběr, který dovoluje či určuje individuální flexibilitu hudebního výrazu.
Několika hesly pod šifrou „JVk“ přispěl do Slovníku české hudební kultury, který vyšel až sedm let po jeho smrti. editorů Jiří Fukač, ‎Jiří Vysloužil, ‎Petr Macek · 1997
Mimo jeho dílo muzikologické jsou významné především „Základy obecné teorie umění“ (Státní pedagogické nakladatelství, Praha 1968), práce založená na jeho sémiotické koncepci. K osmdesátému výročí narození Petr Pavlovský vydal jeho studii Hranice pojmu umění, rozvíjející některé jeho myšlenky z této knihy. Dále vyšly Kapitoly z dějin estetiky (Panorama, Praha 1969).
Stal se zakladatelem české taxonomie umění (Otázky taxonomie umění, in: Estetika VII, 1970, č. 3–4 a Estetika VIII, 1971, č. 1, 2).